# Necromys temchuki
Necromys temchuki is een zoogdier uit de familie van de Cricetidae. De wetenschappelijke naam van de soort werd voor het eerst geldig gepubliceerd door Massoia in 1982.

## Voorkomen
De soort komt voor in het noordoosten van Argentinië.